# Антонівський скарб
Антонівський скарб (інша назва — Інгульський скарб)  — археологічна знахідка, що належить до пізнього етапу бронзової доби і датується XIV—XIII ст. до н. е. Знайдена С. Городнюком у 1962 біля села Антонівки Новобузького району Миколаївської області на березі річки Громоклія (притока Інгулу), на схилі однієї з балок. Зберігається в Одеському археологічному музеї.
Скарб складався з понад 130 бронзових предметів: 85 серпів різних типів, 13 сокир-кельтів, меч, кинджал, 2 браслети, 2 хрестоподібні підвіски та 20 злитків бронзи. Знайдені злитки є запасом сировини, їх загальна вага — 10,705 кг.
Серед предметів знахідки були дві загадкові бронзові бляшки невідомого призначення, які формою схожі на великий рибальський гачок, що закінчується круглою головкою. Доктор історичних наук Ераст Симонович, шляхом порівняння їх зі схожими предметами інших епох, зміг довести, що це псалії — елементи кінської збруї. Мало того, ці псалії виявилися найдавнішими відомими металевими пристосуваннями кінської збруї у Південно-Східній Європі.
Вчені переконані, що значна кількість бронзових предметів (насамперед, кельти і серпи) привезені з Трансильванії і були виготовлені на Семиградському осередку металообробки. Натомість кинджал та меч характерні для Красномаяцького осередку металообробки сабатинівської культури Північного Причорномор'я.
Дослідники вважають, що скарб був закопаний давнім майстром або торговцем металів. Знахідка демонструє розвиток металургії у давнього населення Придніпров'я і свідчить про його тісні зв'язки з населенням Поволжя та Подунав'я.

### Довідники
- Інгульський скарб // Енциклопедія історії України : у 10 т. / редкол.: В. А. Смолій (голова) та ін. ; Інститут історії України НАН України. — К. : Наукова думка, 2005. — Т. 3 : Е — Й. — С. 462. — ISBN 966-00-0610-1.[Архівовано 10 серпня 2016 у Wayback Machine.]
- Інгульський скарб // Енциклопедія сучасної України / ред. кол.: І. М. Дзюба [та ін.] ; НАН України, НТШ. — К. : Інститут енциклопедичних досліджень НАН України, 2011. — Т. 11 : Зор — Как. — 710 с. — ISBN 978-966-02-6092-4.
- Антонівський скарб // Українська радянська енциклопедія : у 12 т. / гол. ред. М. П. Бажан ; редкол.: О. К. Антонов та ін. — 2-ге вид. — К. : Головна редакція УРЕ, 1974–1985.[Архівовано 27 серпня 2016 у Wayback Machine.]